# Conoesucus nepotulus
Conoesucus nepotulus är en nattsländeart som beskrevs av Arturs Neboiss 1977. Conoesucus nepotulus ingår i släktet Conoesucus och familjen Conoesucidae. Inga underarter finns listade i Catalogue of Life.